# 2024年のバスケットボール
< 2024年 | 2024年のスポーツ
2024年のバスケットボールでは、2024年のバスケットボール関連の出来事をまとめる。
2023年のバスケットボール - 2024年のバスケットボール - 2025年のバスケットボール

## できごと

### 3月
- 3月12日 - 第99回天皇杯全日本バスケットボール選手権大会決勝で千葉ジェッツふなばしが琉球ゴールデンキングスに117-69で勝ち2年連続5回目の優勝[1]。

### 4月
- 8日 - 第86回全米大学選手権男子決勝で、コネティカット大学がパデュー大学を75-60で下し連覇達成[2]。
- 4月15日 - Wリーグプレーオフ決勝第3戦が武蔵野の森総合スポーツプラザで行われ、富士通レッドウェーブがデンソーアイリスに89-79で勝ち通算成績を2勝1敗として 16年ぶり2回目の優勝[3]。

### 5月
- 28日：【Bリーグ】日本生命 B.LEAGUE FINALS 2023-24 第3戦が横浜アリーナで行われ、広島ドラゴンフライズ（ワイルドカード）が65-50で琉球ゴールデンキングス（西地区2位）を降し初優勝[4]。

### 6月
- 17日：【NBA】ファイナル第5戦でボストン・セルティックスが勝利し、史上最多18回目のNBA制覇。MVPはジェイレン・ブラウンが獲得[5]。

### 8月
- 9日 -【高体連】 全国高等学校総合体育大会男女決勝が行われ、男子は東山（京都）が美濃加茂（岐阜）を78‐62で下し初優勝[6]。女子は京都精華学園（京都）が岐阜女子（岐阜）に56‐55で勝ち3年連続3度目の優勝[7]。
- 10日（現地時間）【FIBA・IOC】パリオリンピック男子決勝が行われ、 アメリカが98-87でフランス を降し5大会連続17度目の金メダルを獲得。[8]
- 11日【FIBA・IOC】パリオリンピック女子決勝が行われアメリカ が67-66でフランス を降し8大会連続10度目の金メダルを獲得。[9]

### 10月
- 17日
  - 【Bリーグ】 2026年から始まる新たなトップリーグ「Bリーグプレミア」の入会審査が行われ、全22チームに参入ライセンスを交付[10]。

### 11月
- 17日
  - 【高体連】U18日清食品リーグ バスケットボール競技大会2024男女最終節が行われ男子は福岡大大濠が勝点13で2年ぶり2回目の優勝。[11]。女子は京都精華学園が勝点13で2年連続2回目の優勝。[12]

### 12月
- 12月15日 - 第91回皇后杯全日本バスケットボール選手権大会ファイナルラウンド決勝が代々木第二体育館で行われ、富士通レッドウェーブが65-55でアイシン ウィングスを降し17年ぶり4回目の優勝。[13]。
- 12月28日 - 【高体連】第77回全国高等学校バスケットボール選手権大会女子決勝が行われ京都精華学園（高校総体優勝・京都）が慶誠（熊本）を59-54で降し 3年連続3回目の優勝とともに、高校総体（インターハイ）、U18日清食品リーグと合わせ、2年連続3冠を達成。[14]
- 12月29日 - 【高体連】第77回全国高等学校バスケットボール選手権大会男子決勝が行われ福岡大大濠（九州選手権優勝・福岡）が鳥取城北（中国選手権優勝・鳥取）を77-57で降し 3年ぶり4回目の優勝とともに、U18日清食品リーグと合わせ、2冠を達成。[15]

## 予定
日本国外の大会は現地時間表記。

## 国内大会

### その他日本国内
- 第99回天皇杯全日本選手権（3月16日・さいたまスーパーアリーナ）
  - 決勝：千葉ジェッツふなばし 117 - 69 琉球ゴールデンキングス
    - 千葉ジェッツふなばしは2大会連続5回目の優勝

- WJBL 2023-24プレーオフ決勝
  - 決勝：富士通レッドウェーブ 2勝1敗 デンソーアイリス
    - 富士通レッドウェーブは16年ぶり2回目の優勝

- 日本生命 B.LEAGUE FINALS 2023-24（5月25日～26日・28日・横浜アリーナ）
  - 決勝：広島ドラゴンフライズ 2勝1敗 琉球ゴールデンキングス
    - 広島ドラゴンフライズは初優勝。

- 令和6年度全国高等学校総合体育大会バスケットボール競技大会（8月3日 ⁻9日・福岡県）
  - 男子決勝：東山 （京都） 78 - 62美濃加茂（岐阜） 
    - 東山は初優勝

  - 女子決勝：京都精華学園（京都） 56 - 55岐阜女子（岐阜） 
    - 京都精華学園は3年連続3回目の優勝

- U18日清食品リーグ バスケットボール競技大会2024(9月7日‐17日）
  - 男子優勝:福岡大大濠 勝点13 （2年ぶり2回目）
  - 女子優勝: 京都精華学園 勝点13 （2年連続2回目）

- 第91回皇后杯全日本バスケットボール選手権大会ファイナルラウンド(12月11日‐15日・代々木第二体育館）
  - 決勝：富士通レッドウェーブ 65 - 55アイシン ウィングス
    - 富士通レッドウェーブは17年ぶり4回目の優勝

- 第77回全国高等学校バスケットボール選手権大会（12月23日 - 29日・東京都渋谷区・東京体育館）
  - 男子決勝： 福岡大大濠（九州選手権優勝・福岡） 77 -  57鳥取城北（中国選手権優勝・鳥取）
    - 福岡大大濠は3年ぶり4回目の優勝

  - 女子決勝： 京都精華学園（高校総体優勝・京都） 59 - 54 慶誠（熊本） 
    - 京都精華学園は3年連続3回目の優勝

## 国際大会
- パリオリンピック（7月24日 - 8月11日）
  - 男子決勝： アメリカ 98 - 87 フランス 
    - アメリカは5大会連続17回目の金メダル

  - 女子決勝：アメリカ   67 - 66 フランス 
    - アメリカは8大会連続10回目の金メダル